# Lawtey
Lawtey ist eine Stadt im Bradford County im US-Bundesstaat Florida. Das U.S. Census Bureau hat bei der Volkszählung 2020 eine Einwohnerzahl von 636 ermittelt.

## Geographie
Lawtey liegt rund 10 km nördlich von Starke sowie etwa 40 km südwestlich von Jacksonville.

## Geschichte
Das Eisenbahnzeitalter im heutigen Lawtey begann 1858 mit dem Bau der Florida Railroad zwischen Fernandina und Starke.

## Demographische Daten
Laut der Volkszählung 2010 verteilten sich die damaligen 730 Einwohner auf 341 Haushalte. Die Bevölkerungsdichte lag bei 197,3 Einw./km². 60,7 % der Bevölkerung bezeichneten sich als Weiße, 35,9 % als Afroamerikaner, 0,4 % als Indianer und 0,4 % als Asian Americans. 1,2 % gaben die Angehörigkeit zu einer anderen Ethnie und 1,4 % zu mehreren Ethnien an. 2,1 % der Bevölkerung bestand aus Hispanics oder Latinos.
Im Jahr 2010 lebten in 32,4 % aller Haushalte Kinder unter 18 Jahren sowie 34,1 % aller Haushalte Personen mit mindestens 65 Jahren. 65,9 % der Haushalte waren Familienhaushalte (bestehend aus verheirateten Paaren mit oder ohne Nachkommen bzw. einem Elternteil mit Nachkomme). Die durchschnittliche Größe eines Haushalts lag bei 2,49 Personen und die durchschnittliche Familiengröße bei 3,06 Personen.
27,0 % der Bevölkerung waren jünger als 20 Jahre, 20,5 % waren 20 bis 39 Jahre alt, 28,2 % waren 40 bis 59 Jahre alt und 24,6 % waren mindestens 60 Jahre alt. Das mittlere Alter betrug 42 Jahre. 47,7 % der Bevölkerung waren männlich und 52,3 % weiblich.
Das durchschnittliche Jahreseinkommen lag bei 31.572 $, dabei lebten 18,9 % der Bevölkerung unter der Armutsgrenze.
Im Jahr 2000 war Englisch die Muttersprache von 100 % der Bevölkerung.

## Verkehr
Lawtey wird vom U.S. Highway 301 (SR 200) durchquert. Der nächste Flughafen ist der Gainesville Regional Airport (rund 45 km südwestlich).

## Kriminalität
Die Kriminalitätsrate lag im Jahr 2010 mit 69 Punkten (US-Durchschnitt: 266 Punkte) im niedrigen Bereich. Es gab fünf Einbrüche und drei Diebstähle.